# Ólafur Thors
Ólafur Thors (19. ledna 1892 Borgarnes – 31. prosince 1964 Reykjavík) byl islandský politik, klíčová postava islandské politiky ve 20. století. Byl prvním premiérem samostatného Islandu (jenž se odtrhl od Dánska roku 1944). Premiérskou funkci zastával v šesti obdobích, poprvé ještě před ziskem samostatnosti (1942), ihned po jejím získání (1944–1947) a poté ještě čtyřikrát (1949–1950, 1953–1956, 1959–1961, 1962–1963). Dohromady stál v čele země 3523 dní, tedy více než 9,5 roku. Byl představitelem liberálně-konzervativní Strany nezávislosti (Sjálfstæðisflokkurinn), jejímž předsedou byl v letech 1934–1961.
Poslancem islandského parlamentu byl nepřetržitě od roku 1926 až do své smrti v roce 1964. Již v roce 1932 se stal prvně ministrem (spravedlnosti). Poté zastával další významné posty: ministr průmyslu (1939–1942), ministr zahraničí (1942, 1944–1947), ministr práce a sociálních věcí (1949–1950), ministr rybolovu (1950–1953, 1953–1956). Jeho otec Thor Philip Axel Jensen, původem Dán, byl významným islandským podnikatelem. Jeho firma Kveldúlfur hf byla v polovině 20. století největší islandskou obchodní společností. Ólafur vystudoval práva na Kodaňské univerzitě.

## Vyznamenání
- velkokříž Řádu islandského sokola – Island, 21. března 1956[2]